# Regenbogenschüsselchen

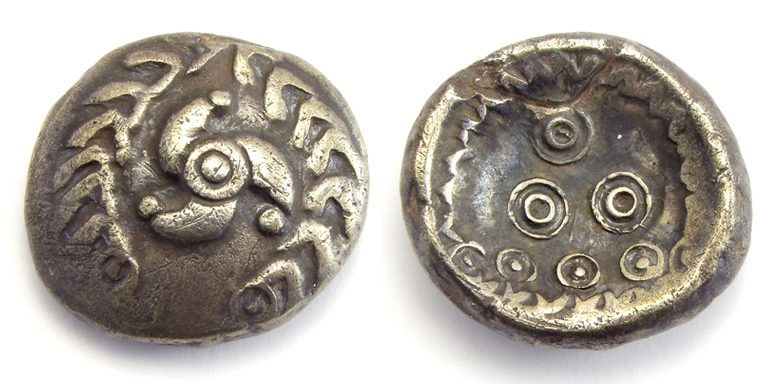
Regenbogenschüsselchen mit Triskele

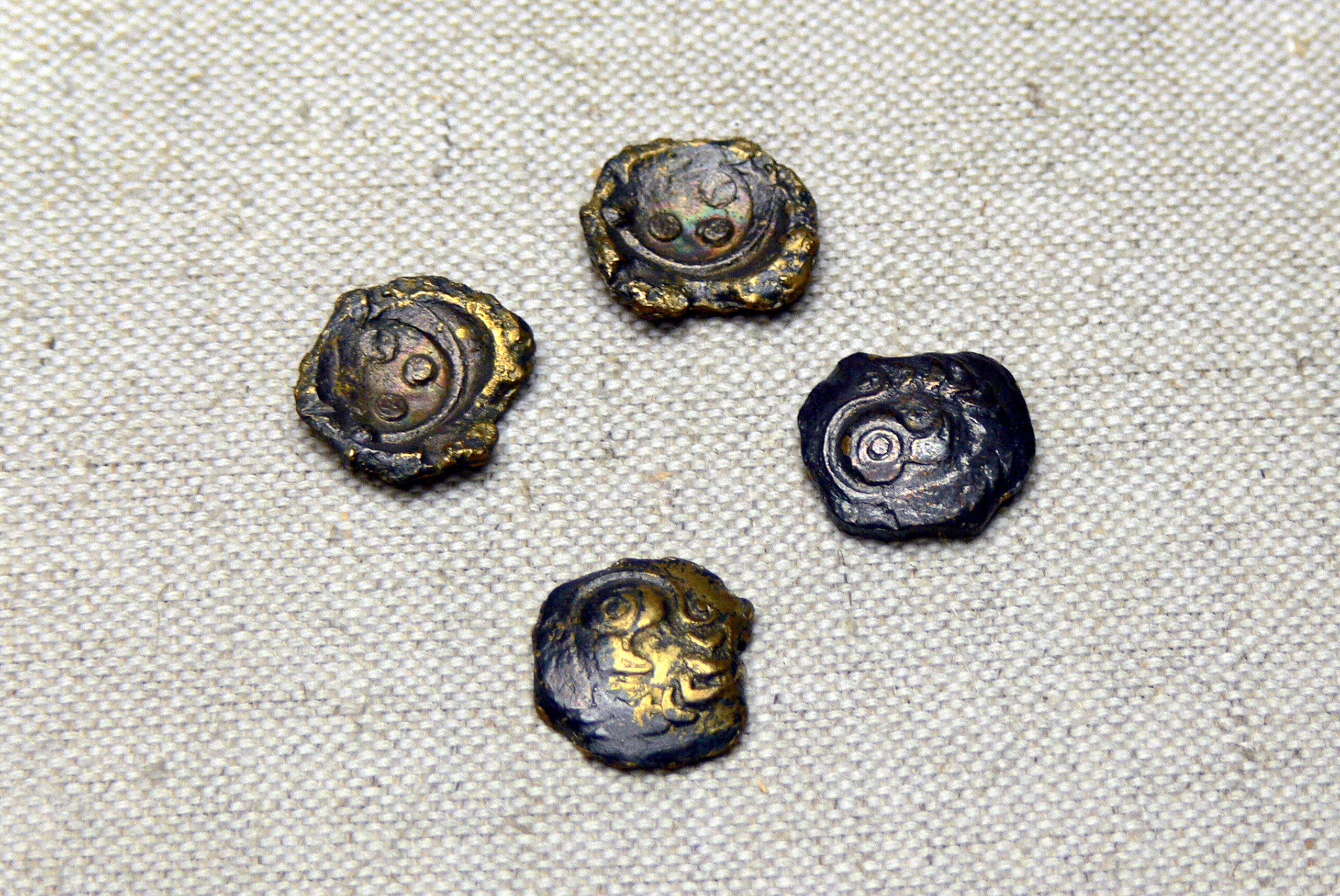
Regenbogenschüsselchen aus Passau

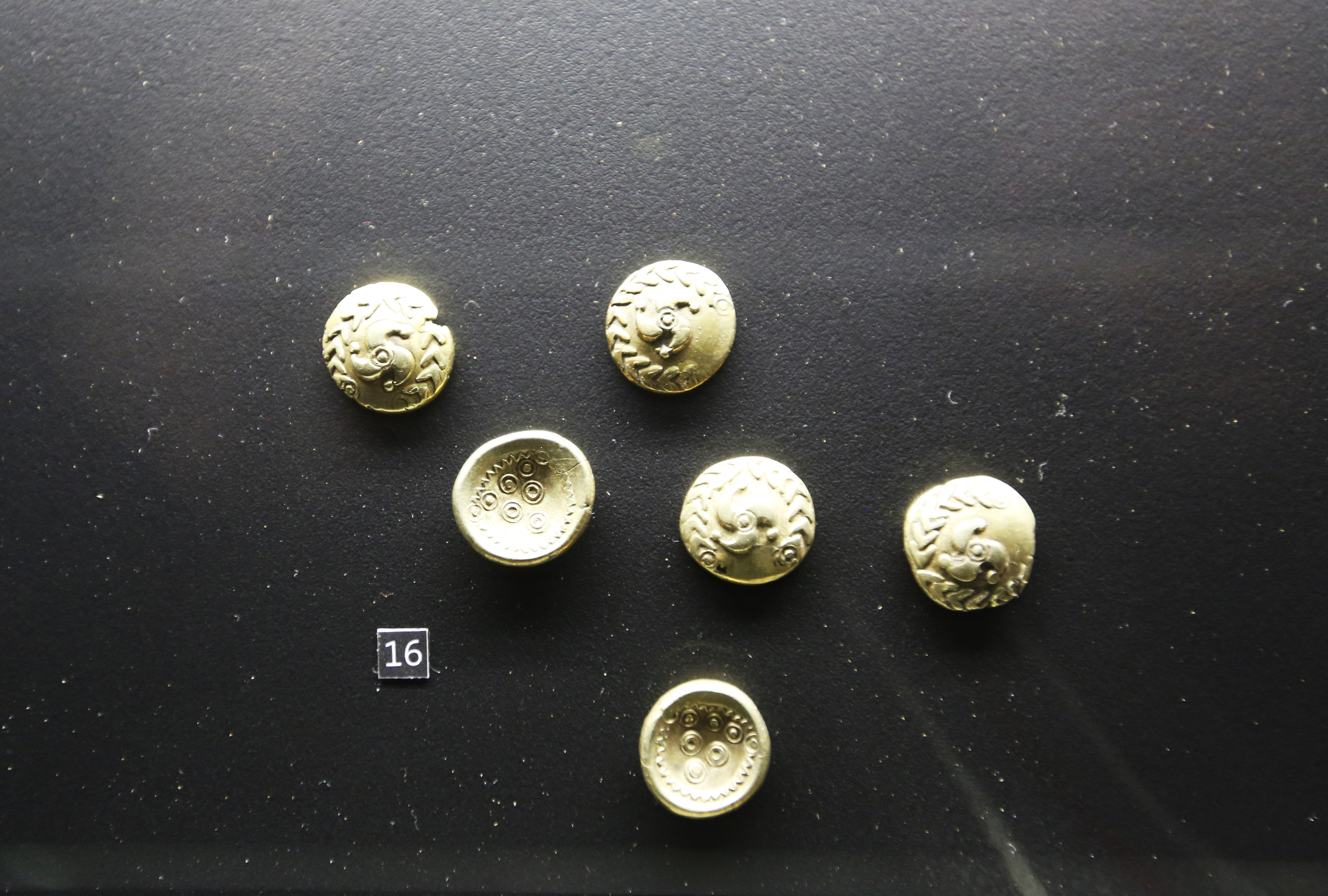
Regenbogenschüsselchen aus Stieldorf (Königswinter)

Als Regenbogenschüsselchen wird in der Numismatik ein spezieller Typus keltischer Gold- und Silbermünzen bezeichnet, die in einem Raum, der sich vom Gebiet des heutigen Ungarn über Österreich bis nach Süddeutschland erstreckte, verbreitet waren. Sie wurden vermutlich von den keltischen Stämmen der Boier und Vindeliker und den Rheingermanen im Zeitraum von etwa 300 v. Chr. bis zur Zeitenwende hergestellt. Eine andere Bezeichnung lautet „Muschelstatere“. Die ersten im keltischen Raum geprägten Münzen sind allerdings 1/24-Statere.
Die schüsselförmig gewölbten und gewöhnlich unbeschrifteten Goldstücke sind nicht intuitiv als Münzen zu erkennen. In der Regel weisen sie nur abstrakte symbolische Muster, wie Kreise, Kugeln, Punkte, Sterne und Triskelen, oder gegenständliche Motive aus der Bilderwelt der Kelten wie Vogelköpfe oder Schlangen auf.
Der Name Regenbogenschüsselchen entstand aufgrund der charakteristischen Schüsselform und einem Aberglauben, der besagt, dass die Goldstücke von einem Regenbogen herabtropften und am Fuße des Regenbogens auf der Erde zurückgeblieben seien.
Die oft beim Umpflügen von Feldern an die Erdoberfläche gelangten Regenbogenschüsselchen wurden später bei Regenfällen oft sauber gespült. Im Gegensatz zu flachen Münzen, die das einfallende Licht meist in andere Richtungen reflektieren, führt die gebogene Form der Schüsselchen dazu, dass das Sonnenlicht mit hoher Wahrscheinlichkeit auch in die gleiche Richtung reflektiert wird, aus der es kam. Dies macht das Auffinden wahrscheinlich, wenn die Sonne im Rücken des Beobachters liegt. Da diese Konstellation das Auge auch den von den Wassertropfen in der Luft reflektierten Regenbogen sehen lässt, scheint für einen Bauern, der nach dem Regenguss seine Arbeit fortführt, die Münze auf dem nassen, dunklen Ackerboden vor ihm scheinbar unter dem Regenbogen zu funkeln und aus diesem gefallen zu sein.
Da man sich die viele Jahrhunderte zurückliegende Herkunft der schüsselförmigen Goldstückchen nicht erklären konnte, entstand der Volksglaube von den Regenbogenschüsselchen als himmlischen Glücksbringern, denen auch Heilwirkung bei Fallsucht, Krämpfen, Fieber und Geburtswehen zugeschrieben wurde. 
Vermutlich bildet diese Fundsituation den Kern des Grimmschen Volksmärchens Die Sterntaler, für das vielleicht der Sterntaler Hessen-Kassels namensgebend war.
Der böhmische Numismatiker Nikolaus Adaukt Voigt nahm den Fund des Münzschatzes von Podmokl 1771 zum Anlass einer Charakterisierung der bei Podmokl und zuvor schon bei Nischburg gefundenen Regenbogenschüsselchen als frühzeitliche einheimische Münzen und widerlegte darin verschiedene Theorien einer fremdländischen Herkunft.